# Canal auditivo

Visão geral da estrutura anatômica da orelha humana

O ouvido possui três partes principais: o ouvido externo, o ouvido médio e o ouvido interno.
Como seu nome diz, o canal auditivo externo, também chamado de meato acústico externo, faz parte do ouvido externo. Além disso estabelece a comunicação entre o meio exterior e a orelha média. Pode ser definido como uma passagem estreita que transfere e amplifica o som para o ouvido médio, transmitindo o som coletado pelo pavilhão auricular até membrana timpânica. O canal auditivo tem uma forma levemente sinuosa e possui aproximadamente 25 milimetros de comprimento. Situado no osso temporal, esse canal possui ressonância aproximada de 2700-3000hz, frequências essenciais para a compreensão da fala.  Apesar de seguir um padrão comum de construção, o canal auditivo possui variações de indivíduo para individuo.
Essa estrutura é revestida internamente por pelos e glândulas, que fabricam uma substância gordurosa e amarelada, denominada cerume ou cera, responsáveis pela proteção do tímpano, além de manter um certo equilíbrio de temperatura e umidade necessários à preservação da sua elasticidade, e sua prot.
Um fato importante é que o uso de cotonetes para a retirada da cera produzida é prejudicial, pois, ao invés da remoção, muitas vezes o material é empurrado para perto da membrana timpânica, gerando uma rolha de cera que prejudica à audição. Além disso, pode possibilitar a perfuração da mesma, caso o cotonete seja colocado e movimentado de forma profunda no canal auditivo.